# Зенц Вячеслав Борисович
Зе́нц Вячесла́в Борисович (10 серпня 1974, м. Рожище, Волинська область, Україна - 25 лютого 2023, с. Гряниківка, Харківська область, Україна) - український доброволець, учасник  АТО, захисник Донецького аеропорту, «Кіборг», громадський активіст, солдат стрілець-помічник гранатометника, учасник російсько-української війни.

## Життєпис
Народився 10 серпня 1974 року у місті Рожище Волинської області, Україна.
1981-1989 роки навчання у школі № 1 м. Рожище
1990-1991 роки проходив службу в лавах ЗСУ в десантних військах. Тоді Вячеслав отримав найвищу нагороду серед десантників «краповий берет». Право на носіння крапового берета мають лише ті військовослужбовці, які пройшли випробовування та гартування, фізичних навантажень, психологічних та духових іспитів. У військовослужбовців статус носія титула «краповий берет» несе вищу форму відзнаки та поваги до особи.
1992 р. - навчання у Маневицькому професійно-технічному училищі.

## Військовий шлях
Учасник російсько-української війни. В 2014 році пішов добровольцем у складі 95-ї ОДШБр. Пройшов найгарячіші точки Мар‘їнку, Піски, Дебальцеве, Попасну і Донецький аеропорт. Вячеслав проявляє себе як хоробрий організатор та непідкупний лідер серед побратимів. Зафіксовано зі слів побратимів, 7 виходів з оточень ворога, 6 з яких без втрат. При безпосердніх вогневих контактах перебував на перших лініях атак та оборони. При проведенні розвідувальних операціях було викрадено у ворога 2 БМП та 4 автомобілі різних марок. Під час одного з боїв Вячеслав із братом Віктором, з яким служили разом, зайшли на територію ворога і вкрали російський танк.
2015 році встановлено, що В.Зенц відомий у ворожих тилах та стримав «мітку» на першочер-гове знищення, що являється в колах побратимів ознакою поваги та має статус неофіційного військового лідера та авторитета серед своїх. На В.Зенца представниками військ рф та сепаратистами було відкрито полювання. В намаганнях знищити було озвучено грошову винагороду за «голову» кіборга.
За його «голову» окупанти оголосили нагороду у кілька десятків тисяч доларів. Він був серед тих, котрих нарекли «Кіборгами» за стійкість, мужність та незламність.

### Повномасштабне вторгнення
Російське вторгнення Вячеслав застав у Польщі, де на той час працював. Але без вагань покинув роботу і пішов відстоювати цілісність і суверенітет своєї держави, правда вже у складі 14-Ї ОМБр стрільцем-помічником гранатометника. Був направлений у Бахмут, а пізніше на Харківський напрямок, де мужньо відстоював Харківську область. У селі Тернова 10 вересня дійшов до наших кордонів з рф та вивісив там синьо-жовтий стяг нашої України.

## Загибель
25 лютого 2023 року Зенц загинув під час танкового обстрілу у селі Гряниківка, Харківської області.
2 березня відбулося прощання з Вячеславом у місті Рожище. Похований на міському кладовищі, де зроблена Алея Слави для загиблих героїв.

## Особисте життя
28 листопада 1996 у першому шлюбі народилася дочка Зенц Олександра.
20 листопада 2001 року у другому шлюбі народилася дочка Зенц Ельвіра.